# 上重聡
上重 聡（かみしげ さとし、1980年5月2日 - ）は、日本のタレント。元日本テレビアナウンサー。

## 来歴
身長181cm。大阪府八尾市出身。
小学2年から野球を始め、小・中ともに全国大会優勝を経験した。中学時代はボーイズリーグの「八尾フレンド」で平石洋介とチームメイトとなり、共にPL学園高校へ進学した。

### PL学園時代
エース投手として活躍。1998年の第70回選抜高等学校野球大会では、同級生の大西宏明や平石らと、準決勝で松坂大輔を擁する横浜高校と対戦して敗北した。同年の第80回全国高等学校野球選手権大会準々決勝で再び横浜高校と対戦するも延長17回の末（先発は稲田、上重自身は7回から登板）敗れた（PL学園対横浜延長17回参照）。
夏の甲子園敗退直後、5ヶ月前にPLの監督を退任した中村順司が指揮する第3回AAAアジア野球選手権大会日本代表に選出され、代表の優勝に貢献した。

### 立教大学時代
スポーツ推薦で、立教大学コミュニティ福祉学部コミュニティ福祉学科へ進学。
立教大学野球部では右肘を痛めたこともあり一時期外野手にコンバートされたが、2年次に投手に復帰し、同学年の多田野数人と共に投手陣の主力として活躍した。
2000年10月22日に、東京六大学野球秋季リーグ戦の対東京大学2回戦で、36年ぶり史上2人目となる完全試合を記録した。このウイニングボールは上重直筆による「完全試合」のサイン入りで、野球体育博物館に展示された。
しかし、野球続行ではなくアナウンサー志望を表明し、アナウンスセミナーに参加。プロも獲得を検討していたが、当時ひじの故障に悩まされ、4年時には主将を務めるもこの頃には思うような投球ができなくなっていたことを一因に自らその進路を絶ったとされる。
高校時代の甲子園出場時にインタビューを受けた経験が、アナウンサーを目指すきっかけとなったと語っている。東京六大学リーグ戦通算成績は、30試合登板、9勝3敗、防御率2.31。

### 日本テレビ入社後
日本テレビ・フジテレビ・テレビ朝日の就職試験を受けて全社から内定をもらったが、男性アナウンサーの活躍を考え、2003年に日本テレビへ入社。同期入社のアナウンサーは、鈴江奈々、森麻季、右松健太、望月浩平。入社後は、主にプロ野球をはじめとするスポーツ中継を担当し、2007年から2008年まで放送された東京六大学野球リーグ戦の中継でも実況を担当した。
スポーツ中継以外では、情報番組の司会などを担当。2010年4月から、『ズームイン!!サタデー』の5代目総合司会を務めた。番組内の愛称は「エース上重」（原辰徳が最終命名）。2015年3月30日からは、『スッキリ!!』のサブ司会に起用されたため、プロ野球の担当を外れている。
アナウンサーとして勤務する一方、2005年2月7日、茨城ゴールデンゴールズのキャンプで入団テストを受験し、萩本欽一より「監督」枠として採用された後、投手として正式登録された。また、2009年には、日本テレビアナウンサーユニット「ベアーズ」のメンバーに抜擢された。
2015年4月2日発売の『週刊文春』で、前年2014年に自宅高級タワーマンションを購入した際、スポンサーのABCマートの創業者・三木正浩から1億7000万円と多額の融資を無利息での利益供与を受けていたほか、社員就業規則にある「自家用車での通勤を禁止する」にも違反し、三木正浩の資産管理会社が所有するベントレーを無償で借りて乗り回していたことが発覚した。同日にこの件について謝罪のコメントを発表し、3日の『スッキリ!!』番組開始直後に「大変申し訳ありませんでした」と改めて謝罪した。
2016年3月25日で『スッキリ!!』を降板。同年中は、スポーツアナウンサーとしての活動に事実上専念していた。2017年4月改編からは、スポーツアナウンサーとしての活動を続けながら、『シューイチ』のレギュラー陣に加わっている。
2019年の日本シリーズ・巨人対ソフトバンク第4戦（2019年10月23日）で自身初となる日本シリーズ実況を担当し、ソフトバンクの4連勝での日本一を伝えた。2020年の日本シリーズ・巨人対ソフトバンク第1戦（2020年11月21日）で2度目の日本シリーズ実況を担当。2023年3月31日の巨人対中日戦で入社以来最初で最後となる巨人のシーズン開幕戦の実況を担当した。
2024年3月末に退社。退社後はフリーアナウンサー、タレントとして活動。

### 日本テレビ退社後
2024年4月1日、オフィシャルサイト開設。
2024年4月18日放送の『ぽかぽか』に生出演し、「ぽかぽかトーク」に登場した際には「日本テレビの男子アナウンサーと腹を割って話せたことはない」の質問に対して迷うことなく「○」の札を示した。その理由として「仲間ではあるけれど、ライバルでもある。腹を割って話したことはない」と言い切った。さらに同時期に日本テレビを退社した藤井貴彦アナウンサーとの関係はないとした上で、夜のニュース番組も全く観ていないことを明かした。なお、これがフジテレビ系番組初出演となった。

## 人物
特技は料理。料理が得意になったのは高校・大学時代の7年間の寮生活をしていた経験がきっかけ。手料理の写真をInstagramに掲載することもある。
日テレアナウンサー時代は職務上から標準語で喋ることがほとんどだったが、退社後には平石洋介など親しい友人との共演では関西弁で話すようになっている。

## 出演番組

### テレビ番組
- スポーツ中継
  - DRAMATIC BASEBALL（プロ野球）
  - ワールドベースボールクラシック（中継）
  - 東京六大学野球中継（2007年 - 2008年、日テレG+・BS日テレ）
  - 新春スポーツスペシャル箱根駅伝
  - アメリカンフットボール中継
  - ダイナミックグローブ（プロボクシング）
- さきどり!Navi（2003年9月1日 - 2004年9月2日）
- あさ天サタデー
- 大スポんちゅ（2005年10月 - ?）※『スポんちゅ』の拡大版
- NNNスーパースポーツ24（2005年10月 - ?、NNN24）
- 全国高等学校クイズ選手権（2007年・第27回、2010年・2012年・2014年） - 代理司会
- NEWS ZERO→news zero
  - ラルフ鈴木の代理（2007年8月15日・16日、2011年7月14日・15日、2012年7月16日 - 18日・23日 - 25日・30日・31日・8月13日 - 15日・10月22日・23日、2013年1月21日 - 23日・9月16日 - 18日、2014年3月17日 - 19日、2018年6月18日 - 21日）
  - 川畑一志の代理（2018年7月27日）
  - 岩本乃蒼の代理（2018年9月10日）
  - 弘竜太郎の代理（2023年1月25日・26日）
  - 安村直樹の代理（2023年9月11日・13日・15日・18日・10月11日・13日・18日・20日・23日・25日・27日・30日）
- ズームイン!!SUPER
  - スポーツコーナー（? - 2009年3月）
  - 代理総合司会（2010年9月1日 - 3日、2011年2月22日）
- おもいッきりDON!（2009年3月30日 - 2010年3月26日） - サブ司会
- DON! - アシスタント
  - 火曜 - 金曜担当（2010年3月30日 - 2010年10月1日）
  - 水曜 - 金曜担当（2010年10月6日 - 2011年3月25日）
- ズームイン!!サタデー
  - 5代目総合司会（2010年4月3日 - 2015年3月28日）
  - 辻岡義堂の総合司会代理（2020年3月7日）[17]
  - 蛯原哲の代理キャスター（2021年7月17日・24日・31日・8月7日）[18][19]
- iCon（2010年8月30日 - 2012年3月） - ナレーション
- 中井正広のブラックバラエティ（元甲子園球児の経歴から、主に野球関連の企画の進行を行う。ブラックバラエティVS読売巨人軍では、投手としても活躍）
- 熱闘甲子園（朝日放送・テレビ朝日共同制作、2011年8月12日、VTR出演、1998年の対横浜高校戦について語っている[20]）
- NNNニュースサンデー（2011年10月23日 - 11月27日、2016年8月7日、シフト勤務）
- ぐるぐるナインティナイン
- 帰ってきた!どっちの料理ショー ハラペコ復活祭（読売テレビ制作、2012年4月19日）[21]
- ZIP!（2012年8月6日・7日、2014年2月18日 - 21日・8月11日 - 15日）- 桝太一の総合司会代理[22]
- 日テレアップDate!（2012年10月7日 - 2015年3月29日）
- 赤丸!スクープ甲子園（2013年4月15日 - 2013年8月5日）
- Going!Sports&News（2013年10月6日 - 2015年3月29日）- 日曜アシスタント
- スッキリ!!（2015年3月30日 - 2016年3月25日）- サブ司会[23]
- シューイチ
  - ニュースキャスター（2017年4月9日 - 2019年9月29日）
  - スポーツキャスター（2019年10月6日 - 2024年3月31日）
  - 「体格ブラザーズ」進行（2024年5月19日 - ） ※ スポーツキャスター時代は兼任
- バゲット
  - 水曜レギュラー（2018年10月4日 - 2020年9月30日）
  - 隔週木曜レギュラー（2020年10月1日 - 2021年3月25日）
  - 木曜中継レギュラー（2021年4月1日 - 2022年3月31日）
  - 平松修造の代理MC（2021年9月29日）
  - 火・水曜VTR企画レギュラー（2022年4月6日 - 2023年3月29日）
- ヒルナンデス! -「レシピの女王」レポーター
- ダウンタウンのガキの使いやあらへんで!（2021年8月8日放送、15日放送） -「呼吸厳禁!!息つがない部!!」司会
- 独占SPORTSチャンネル（BS日テレ、2022年1月11日 - 2022年11月26日） - MC
- DayDay.（2023年4月6日 - 2024年3月28日） - 木曜ナレーター
- 日テレNEWS24（不定期）
- 5時に夢中（2024年4月5日、2025年4月18日、TOKYO MX） - ゲストコメンテーター[24][25]
- 千原ジュニアのタクシー乗り継ぎ旅（2024年9月28日、テレビ東京） ※ 松坂大輔と共にゲスト[26]
- 千葉県ボーイズリーグダイジェスト（2024年11月30日、千葉テレビ放送） - ナビゲーター
- ダグアウト!!!（BS Japanext → BS10） - MC（不定期）

### テレビドラマ
- 芸能界風雲録 一寸先は闇（2006年8月1日） - アナウンサー 役
- 霊媒探偵城塚翡翠 第2話（2022年10月23日放送） - 刑事 役

### 舞台
- 青空メロディーズ〜2nd melody〜（2024年7月26日、新宿村LIVE） [27]

### CM
システムエボリューション「エボテックスクール」

### YouTube
- パーソル・パ・リーグTV 「P's Update」 - MC
- 上原浩治の雑談魂

## 著書
- 『怪物と闘ったPLのエース』（2015年8月、竹書房）ISBN 978-4801903319
- 『20年目の松坂世代』（2018年12月、竹書房）

## 同期入社のアナウンサー
- 鈴江奈々
- 右松健太（ - 2016年6月1日）
- 望月浩平（ - 2005年6月20日）
- 森麻季（ - 2011年12月31日）